# باشگاه فوتبال چالفونت سنت پیتر
باشگاه فوتبال چالفونت سنت پیتر (به انگلیسی: Chalfont St Peter Association Football Club) یک باشگاه فوتبال در شهر چالفونت سنت پیتر، کشور انگلستان است که در سال ۱۹۲۶ میلادی تأسیس شده‌است.